# Malwarebytes Anti-Malware
O Malwarebytes Anti-Malware (MBAM) / Malwarebytes é uma aplicação para computadores que funciona nos sistemas operativos Microsoft Windows e em Apple OS X que detecta e elimina malware. É desenvolvido pela Malwarebytes Corporation e foi lançado em janeiro de 2008. Está disponível numa versão gratuita, que escaneia e remove malware quando executada manualmente, e uma versão paga, que adicionalmente oferece escaneamentos programados, proteção a tempo real e um escâner de memória flash.

## Visão geral
O MBAM é primáriamente um escâner que escaneia e remove software malicioso, incluindo software de segurança rogue, adware e spyware. O MBAM escaneia no modo batch, em vez de escanear todos os ficheiros abertos, reduzindo a interferência se algum outro anti-malware estiver a ser executado no computador.
O MBAM está disponível em duas versões, uma grátis e outra paga. A versão grátis pode se executada manualmente pelo usuário quando desejado, enquanto a versão paga pode executar escaneamentos programados, automaticamente escaneia ficheiros quando abertos, bloqueia endereços de IP de sítios web maliciosos, e escaneia só aqueles serviços, programas e drivers de dispositivos que estão em uso. A interface do utilizador do MBAM está disponível em 29 línguas.

## Recepção
- Preston Gala do PC World escreveu que "Usar Malwarebytes Anti-Malware é simplicidade por si mesmo".[6]
- O CNET citou em 2008 ao Malwarebytes como sendo útil contra o malware MS Antivirus,[12] e também o premiou em abril de 2009 com o Editor's Choice, juntamente com outras 25 aplicações de computador.[12]
- Mark Gibbs da Network World deu ao Malwarebytes Anti-Malware uma classificação de quatro estrelas de cinco em janeiro de 2009 e escreveu que "Faz o trabalho e a única falha da explicação detalhada do que foi encontrado separa-o de tirar cinco de cinco".[13]
- A PC Magazine deu ao Malwarebytes Anti-Malware três estrelas e meia de cinco em maio de 2010, dizendo que mesmo que seja bom a remover malware e scareware, era fraco a remover keyloggers e rootkits.[14] Por outro lado, a versão livre conseguiu quatro estrelas e meia de cinco - e um prémio Editor's Choice - por antivírus livre em 2013-2014.[15]

## Disputa com IObit
O 2 de novembro de 2009, a Malwarebytes acusou o seu rival IObit de incorporar a base de dados do Malwarebytes Anti-Malware (e vários produtos de outros vendedores, que não foram nomeados) no seu software de segurança IObit Security 360. A IObit negou a acusação e afirmou que a base de dados é baseada nas informações dos usuários, e que às vezes a mesma assinatura de nomes que estão no Malwarebytes têm lugar nos resultados. Eles disseram que eles não tinham tido tempo para filtrar a assinatura de nomes que são similares ao Malwarebytes. A IObit também afirmou que a Malwarebytes não tinha provas convincente, e disse que as bases de dados não eram roubadas. Depois da declaração da IObit, a Malwarebytes respondeu que eles não estavam convencidos dos argumentos da IObit. A Malwarebytes clama que eles violaram o DMCA e a Malwarebytes exigiu à CNET, à Download.com e à MajorGeeks.com dizendo para que retirassem o software da IObit. A IObit disse que a versão 1.3, a sua base de dados tinha sido atualizada para resolver as acusações de roubo de propriedade inteletual feita anteriormente pela Malwarebytes.

## Resposta frente ao Vonteera
O Vonteera é um adware que usa certificados roubados que desativa a proteção anti-malware e contra vírus, como por exemplo da Malwarebytes. A Malwarebytes publicou uma solução para eliminar este malware.

## Vulnerabilidades de segurança
O 2 de fevereiro de 2016, o Project Zero anunciou várias vulnerabilidades que tem o produto estrela da Malwarebytes, incluindo vulnerabilidades do servidor nas suas atualizações e uma fraca encriptação das próprias atualizações. A Malwarebytes não arranjou os problemas no prazo de noventa dias e as vulnerabilidades foram divulgadas sem serem remendadas.